# 存誠
存誠，愛新覺羅氏，滿洲正藍旗人，清朝宗室，官至工部尚書。

## 生平
曾任步军统领、理藩院尚書。同治七年六月庚戌，接替瑞常，擔任清朝工部尚書，后改禮部尚書。由崇綸接任。
家住什刹海地区的德胜门内大街265号，俗称“都督府”（后由侍郎繼祿居住，俗称“继家大院”）。